# قانون شکنان ۳
قانون شکنان ۳ (انگلیسی: The Roundup: No Way Out; کره‌ای: 범죄도시 ۳) یک فیلم جنایی و اکشن محصول سال ۲۰۲۳ سینمای کره جنوبی با بازی ما دونگ-سوک و لی جون هیوک است. این فیلم دنبالهٔ فیلم‌های قانون شکنان (۲۰۱۷) و قانون شکنان ۲ (۲۰۲۲) محسوب می‌شود. این فیلم در ۳۱ می ۲۰۲۳ منتشر شد.

## داستان
کارآگاه ما سوک-دو و تیمش به واحد تحقیقات متروپولیتین ارتقا می‌یابند تا ریکی، یک قاتل استخدام شده توسط یاکوزا و یک پلیس کثیف به نام جو سونگ چول را متوقف کنند.

## تولید
در مه ۲۰۲۲، لی جون هیوک اعلام کرد که در فیلم قانون شکنان ۳ ایفای نقش خواهد کرد. کارگردان لی سانگ یونگ در طی یک مصاحبه در ژوئن ۲۰۲ اعلام کرد که اکنون در حال برگزاری تست بازیگری برای قانون شکنان ۳ است. تصویربرداری اصلی در ۲۰ ژوئیه ۲۰۲۲ آغاز شد و در نوامبر ۲۰۲۲ به پایان رسید.